# Neolamya peltigerae
Neolamya peltigerae är en lavart som först beskrevs av Jean François Montagne, och fick sitt nu gällande namn av Theiss. & Syd. 1918. Neolamya peltigerae ingår i släktet Neolamya, divisionen sporsäcksvampar och riket svampar.  Arten är reproducerande i Sverige. Inga underarter finns listade i Catalogue of Life.